# 小野田守
小野 田守（おの の たもり）は、奈良時代の貴族。名は淡理とも表記される。系譜は明らかでない。官位は従五位上・刑部少輔。

## 経歴
聖武朝の天平2年（730年）大宰帥・大伴旅人の邸宅で開かれた「梅花の宴」に参加し、詠んだ歌が『万葉集』に残っている。天平19年（747年）従五位下に叙爵。天平感宝元年（749年）大宰少弐に任ぜられると、以降は外交関係の官職を歴任する。孝謙朝の天平勝宝5年（753年）遣新羅大使となり新羅へ渡るが、日本と対等の立場を求める新羅で礼を失した扱いを受けたとして、任務を果たさず帰国した。帰国後、天平勝宝6年（754年）に大宰少弐に再任する。この時同時に、在唐経験豊富で兵学に造詣の深い吉備真備が大宰大弐に任ぜられており、この任官を緊張が高まる対新羅を睨んでの人事とする見方がある。
その後、左少弁に任ぜられ京官に復すが、天平宝字元年（757年）刑部少輔に遷り、まもなく遣渤海大使に任ぜられる。天平宝字2年（758年）2月には遣渤海大使となった田守のために藤原仲麻呂邸で宴席が開かれ、そこで大伴家持が詠んだ歌が『万葉集』に残っている。その後、渤海に渡り、9月に渤海大使・揚承慶らを随行して帰国する。なお、帰国後に当時唐で発生していた安史の乱の状況について朝廷に報告した。淳仁天皇はこの報告に基づき、大宰府（大宰帥・船王、大宰大弐・吉備真備）に命じて安禄山の来寇に対する備えを命じた。なお同年遣渤海大使の功労により従五位上に叙せられている。

## 官歴
『続日本紀』による。
- 時期不詳：正六位上
- 天平19年（747年）正月20日：従五位下
- 天平感宝元年（749年）閏5月1日：大宰少弐
- 天平勝宝5年（753年）2月9日：遣新羅大使
- 天平勝宝6年（754年）4月5日：大宰少弐
- 天平勝宝8歳（756年）5月3日：山作司（聖武上皇崩御）。6月9日：見左少弁[7]
- 天平宝字元年（757年）7月12日：刑部少輔
- 天平宝字2年（758年） 2月10日：見遣渤海大使[4]。10月28日：従五位上